# Alain Morel
Alain Morel (* 1989 in Ost-Berlin) ist ein deutscher Schauspieler.

## Leben
Morel wuchs als Sohn einer Deutschen und eines Kongolesen in Berlin auf. Im Alter von 14 Jahren wurde er von einer Agentur auf offener Straße angesprochen und in deren Kartei aufgenommen, ohne jedoch den Kontakt aufrechtzuerhalten. Zwei Jahre später sah der Regisseur und Drehbuchautor Armin Völckers Fotos von Morel und gab ihm 2006 die Hauptrolle des Leroy in dem Kurzfilm Leroy räumt auf und in dem darauf basierenden Film Leroy. Zur Vorbereitung auf seine Filmrolle nahm Morel Unterricht bei der Berliner Schauspiellehrerin Sigrid Andersson.

## Filmographie
- 2006: Leroy räumt auf (Kurzfilm)
- 2007: Leroy
- 2010: Geliebtes Leben, Route 132